# Kame

Diagrama mostrando los accidentes de formación glacial

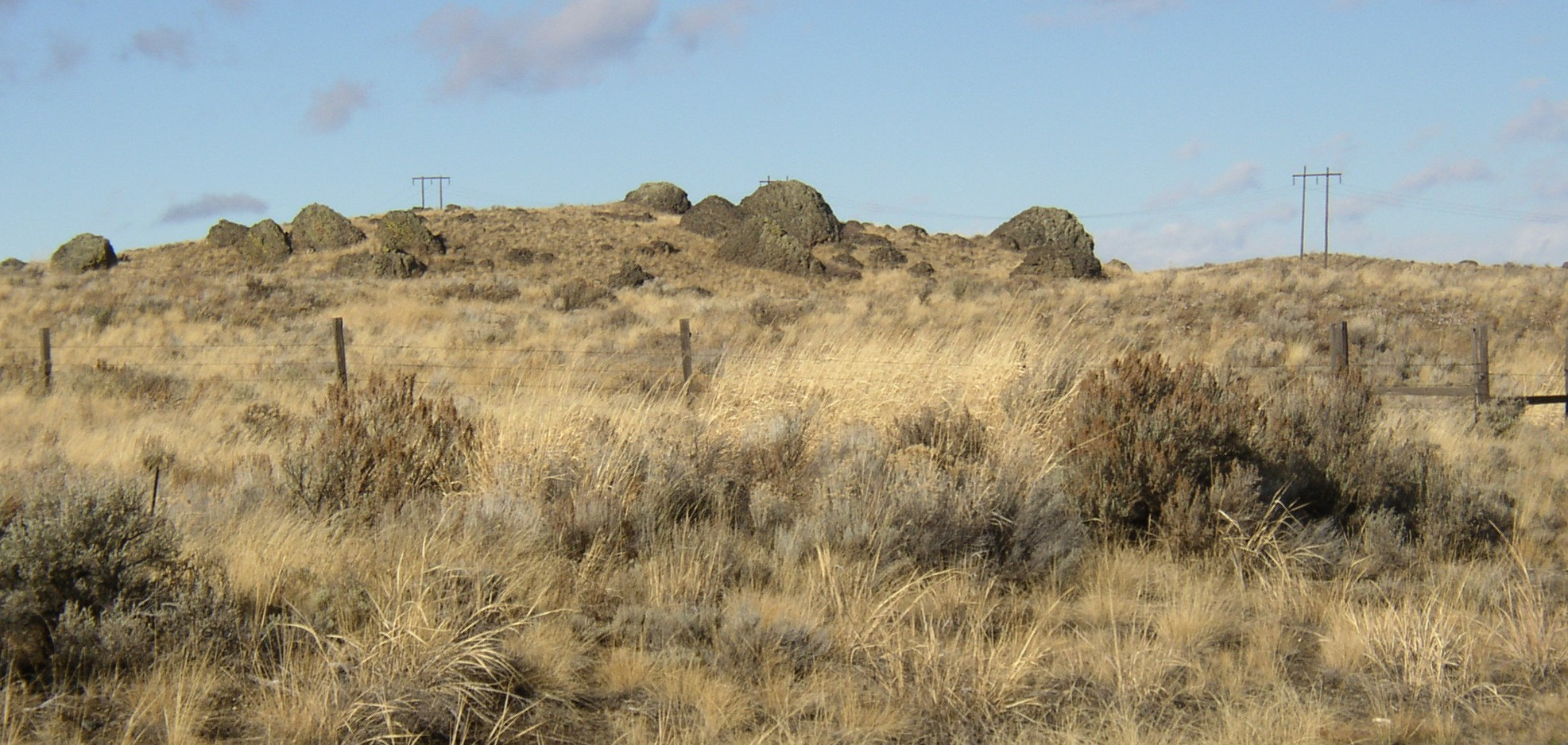
Un kame entre el drift glacial en la morrena terminal del lóbulo Okanagon de la Cordilleran Ice Sheet en la meseta Waterville, de la meseta de Columbia, en Washington

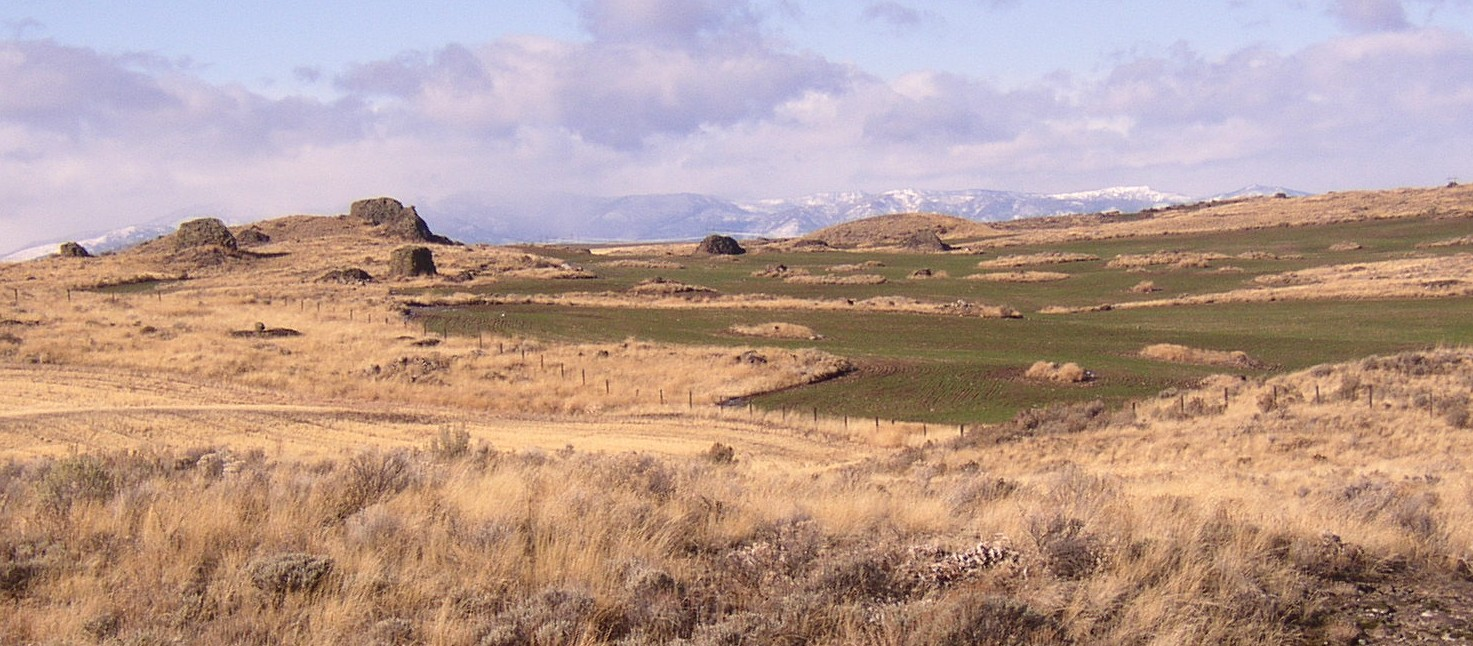
Múltiples bloques erráticos sobre kame en la morrena terminal del lóbulo Okanagon (la cordillera de las Cascadas en el fondo)

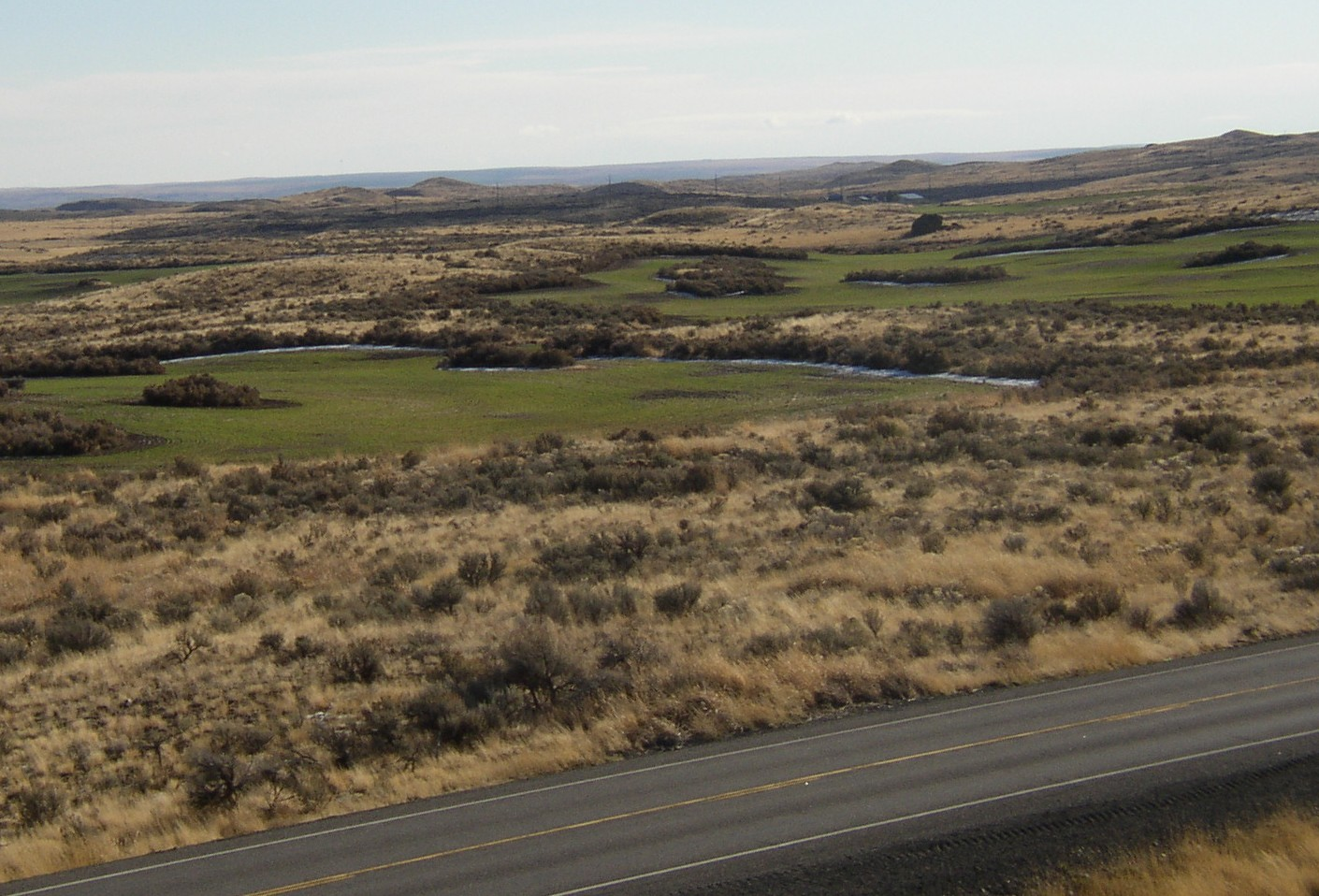
Múltiples bloques erráticos en la morrena terminal del lóbulo Okanagon

Un kame es un accidente geomorfológico de origen fluvio-glacial, una colina o montículo de forma irregular compuesta por arena, grava y till que es acumulada en una depresión en una retirada glaciar, y que luego se depositan sobre la superficie de la tierra cuando el glaciar finalmente se funde. Los kames se asocian a menudo con otro accidente glacial, los kettles, dando lugar a un paisaje muy conocido llamado topografía de kames y kettles.
Con el deshielo de los glaciares, las corrientes acarrean sedimentos hasta los lagos glaciares, formando kames deltaicos en la parte superior del hielo. Sin embargo, con la continua fusión del glaciar, el kame deltaico finalmente colapsa sobre la superficie de la tierra, dando lugar a la topografía de kame y kettle.
También habla de terrazas de kame para designar a las terrazas fluviales formadas a lo largo del valle glacial por los depósitos de un río que fluye entre las paredes rocosas y el glaciar. Estas terrazas de kame tienden a parecerse a largas bancadas planas, con una gran cantidad de hoyos en la superficie realizadas por los kettles. Tienden a avanzar valle abajo con gradientes similares a la superficie del glaciar a lo largo del que se forman, y, a veces pueden encontrarse emparejados a ambos lados de un valle.
Los kames se comparan a veces con los drumlins, pero su formación es claramente diferente. Un drumlin no se forma originalmente por el agua del deshielo, aunque sí por el hielo y tiene una forma bastante regular. Se presenta con materiales de grano fino, como arcilla o limo, no en arenas y gravas. Además, los drumlins por lo general tienen capas de material concéntricas, cuando el hielo modela sucesivamente nuevas capas en su movimiento.
Los kames no se encuentran normalmente próximos, aunque en algunos pocos sitios, como Edmonton, Alberta, se encuentran numerosos kames cerca, formando el sitio arqueológico Prosser (Prosser Archaeological Site). El kame Fonthill, en el sur de Ontario, se encuentra en una zona densamente poblada. Otros ejemplos de kames también se pueden encontrar en Wisconsin y en el Paisaje Natural Nacional Sims Corner Eskers and Kames, en Washington.
En Ontario, hay dos parques provinciales, ambos designados como reservas naturales según las categorías IUCN , que fueron creados para proteger importantes e inalterados áreas con características kames. Son el parque provincial Minnitaki Kames (Minnitaki Kames Provincial Park) y el parque provincial Kame Río Bonheur (Bonheur River Kame Provincial Park)